# Nardia huerlimannii
Nardia huerlimannii là một loài rêu tản thuộc họ Solenostomataceae. Đây là loài đặc hữu của New Caledonia. Môi trường sống tự nhiên của chúng là rừng khô nhiệt đới hoặc cận nhiệt đới.